# Circonscription de Cunningham

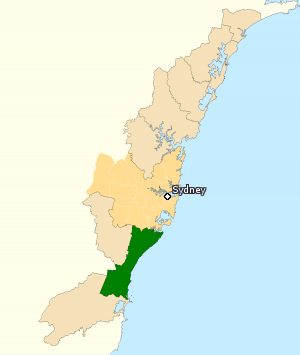
La circonscription de Cunningham (en vert) au sud de Sydney en Nouvelle-Galles du Sud.

La circonscription de Cunningham est une circonscription électorale australienne en Nouvelle-Galles du Sud. Elle a été créée en 1969 et porte le nom de Allan Cunningham, un botaniste du XIXe siècle qui explora la Nouvelle-Galles du Sud et le Queensland. 
Elle est située sur la côte Est de la Nouvelle-Galles du Sud entre Sydney et Wollongong et couvre certaines parties de la ville de Wollongong, comme Corrimal, Figtree et Unanderra. Elle a toujours été remportée par le Parti travailliste australien, à l'exception de 2002 où lors d'une élection partielle, elle a été perdue aux dépens des Verts australiens, ce qui était la première fois que les Verts obtenaient un siège à la Chambre des représentants. Le parti travailliste récupéra le siège aux élections d'octobre 2004. ses membres les plus éminents ont été Rex Connor, un ancien ministre du gouvernement Whitlam, et Stephen Martin, qui fut le Président de la Chambre de 1993 à 1996. 

## Députés
| Nom            | Parti        | Période de mandat |
| -------------- | ------------ | ----------------- |
| Billy Davies   | Travailliste | 1949–1956         |
| Victor Kearney | Travailliste | 1956–1963         |
| Rex Connor     | Travailliste | 1963–1977         |
| Stewart West   | Travailliste | 1977–1993         |
| Stephen Martin | Travailliste | 1993–2002         |
| Michael Organ  | Verts        | 2002-2004         |
| Sharon Bird    | Travailliste | 2004–en cours     |